# Just Like You (canción de Three Days Grace)
«Just Like You» —en español: «Como tú» o «Como vos»— es el segundo sencillo de la banda canadiense de rock Three Days Grace de su álbum homónimo de 2003. La canción fue lanzada como sencillo en noviembre de 2003 junto con el vídeo musical de la misma. El video en Vevo lleva más de 40 millones de visitas.

## Contenido
Adam Gontier reflexionó sobre el significado de la canción, no mucho después del lanzamiento del álbum:
 "Se trata acerca de que te digan cómo vivir tu vida. Cuando nosotros crecíamos, es como que lo vimos de primera mano. Muchos de nuestros amigos fueron empujados a hacer trabajos que sus padres los mandaban a hacer. Se trata de ser mandado y obligado de cómo vivir tu vida y defenderte por ti mismo."

## Vídeo musical
El video musical de "Just Like You" muestra a la banda tocando detrás de un espejo de dos vías. El lado opuesto del espejo muestra a decenas de personas inmóviles de pie en líneas rectas, mientras guardias de seguridad y superiores distinguidos los miran. La banda parece estar vistiendo los mismos trajes y máscaras al igual que el resto de las personas, con el resto de los individuos de su lado del espejo, mientras que en realidad están tocando detrás del espejo. Uno de los hombres en la línea de nota una falla en el espejo y empieza a sacudir la cabeza. Se detiene después de que uno de los guardias le llama la atención para mantener el orden. A medida que la canción se acerca a la final, el cristal se rompe contra los guardias, y los hombres y las mujeres tiran de sus máscaras. La escena se asemeja a la de un concierto de rock típico. El vídeo termina justo como empezó, con todos en la sala vistiendo sus trajes y sus máscaras, como si nada hubiera pasado.

## Recepción
En 2004 la canción se convirtió en su primer hit número uno en las listas Alternative Songs y Hot Mainstream Rock Tracks de Billboard. A pesar de alcanzar un número uno, todavía no capturó la popularidad de su éxito anterior, I Hate Everything About You, el cual solo alcanzó el número dos y cuatro, respectivamente, aunque ganando más airplay las estaciones de radio que "Just Like You".

## Lista de canciones
1. «Just Like You»
2. «Let You Down»
3. «I Hate Everything About You» (Acústico)

## Posicionamiento en listas
| Lista (2004)                            | Mejor posición |
| --------------------------------------- | -------------- |
| Estados Unidos (Hot 100)                | 55             |
| Estados Unidos (Alternative Songs)      | 1              |
| Estados Unidos (Mainstream Rock Tracks) | 1              |

## Certificaciones
| País           | Organismo certificador | Certificación | Ventas certificadas | Ref.  |
| -------------- | ---------------------- | ------------- | ------------------- | ----- |
| Canadá         | Music Canada           | Oro           | 40 000              | [ 2 ] |
| Estados Unidos | RIAA                   | Oro           | 500 000             | [ 3 ] |

## Créditos y personal

### Miembros
- Adam Gontier: voz y guitarra
- Brad Walst: bajo y coros
- Neil Sanderson: batería y coros